# Melville Island, Nova Scotia
Melville Island är en ö i Kanada.   Den ligger i provinsen Nova Scotia, i den sydöstra delen av landet, 1 000 km öster om huvudstaden Ottawa.
I omgivningarna runt Melville Island växer i huvudsak blandskog. Runt Melville Island är det ganska tätbefolkat, med 214 invånare per kvadratkilometer.